# Финал Кубка Англии по футболу 1907
Финал Кубка Англии 1907 года (англ. 1907 FA Cup Final) — футбольный матч, завершавший розыгрыш Кубка Англии сезона 1906/07. Он стал 36-м финалом Кубка Футбольной ассоциации, также известного как Кубок Англии, старейшего футбольного турнира в мире. Матч прошёл 20 апреля 1907 года на стадионе «Кристал Пэлас» в Лондоне. В нём встретились английские клубы «Уэнсдей» и «Эвертон». Победу в матче со счётом 2:1 одержал «Уэнсдей», выигравший свой второй Кубок Англии.
Это был второй случай в истории турнира, когда действующий обладатель Кубка Англии сыграл в финале, но проиграл его (первый случай произошёл в финале 1883 года, когда «Олд Итонианс» проиграл клубу «Блэкберн Олимпик»).

## Матч

### Обзор матча
Согласно отчётам, это был «непримечательный» матч, по ходу которого мяч часто находился «в воздухе». «Эвертон» был фаворитом и действующим обладателем Кубка Англии, но пропустил уже на 20-й минуте после удара Джеймса Стюарта. В самой концовке первого тайма «ирискам» удалось сравнять счёт благодаря голу Джека Шарпа. За четыре минуты до конца матча центрфорвард «Уэнсдей» Эндрю Уилсон получил мяч после вбрасывания из аута и прострелил вдоль ворот, где на левом фланге ждал Джордж Симпсон, замкнувший прострел и забивший «лёгкий» гол.

### Отчёт о матче
| Уэнсдей                    | 2:1     | Эвертон  |
| -------------------------- | ------- | -------- |
| - Стюарт 20′ - Симпсон 86′ | (отчёт) | Шарп 45′ |

| Уэнсдей | Эвертон |

|                 |  |                |  |
|                 |  |                |  |
| Вр              |  | Джек Лайалл    |  |
|                 |  | Уилли Лейтон   |  |
|                 |  | Гарри Бертон   |  |
|                 |  | Том Бриттлон   |  |
|                 |  | Томми Крошо    |  |
|                 |  | Уильям Барлетт |  |
|                 |  | Гарри Чепмен   |  |
|                 |  | Фрэнк Брэдшо   |  |
|                 |  | Эндрю Уилсон   |  |
|                 |  | Джеймс Стюарт  |  |
|                 |  | Джордж Симпсон |  |
| Главный тренер: |  |                |  |
| Артур Дикинсон  |  |                |  |

|                 |  |                 |  |
|                 |  |                 |  |
| Вр              |  | Билли Скотт     |  |
|                 |  | Билли Балмер    |  |
|                 |  | Боб Балмер      |  |
|                 |  | Гарри Мейкпис   |  |
|                 |  | Джек Тейлор (к) |  |
|                 |  | Уолтер Абботт   |  |
|                 |  | Джек Шарп       |  |
|                 |  | Хью Болтон      |  |
|                 |  | Алекс Янг       |  |
|                 |  | Джимми Сеттл    |  |
|                 |  | Гарольд Хардман |  |
| Главный тренер: |  |                 |  |
| Уилл Кафф       |  |                 |  |

| Регламент матча: - 90 минут основного времени - 30 минут дополнительного времени в случае необходимости. - Переигровка, если счёт остался ничейным. |

## Путь команд к финалу
| Уэнсдей: Раунд 1: Уэнсдей 3:2 Вулверхэмптон Уондерерс Раунд 2: Саутгемптон 1:1 Уэнсдей Переигровка: Уэнсдей 3:1 Саутгемптон Раунд 3: Уэнсдей 0:0 Сандерленд Переигровка: Сандерленд 0:1 Уэнсдей Раунд 4: Уэнсдей 1:0 Ливерпуль Полуфинал: Вулидж Арсенал 1:3 Уэнсдей | Эвертон Раунд 1: Эвертон 1:0 Шеффилд Юнайтед Раунд 2: Вест Хэм Юнайтед 1:2 Эвертон Раунд 3: Эвертон 0:0 Болтон Уондерерс Переигровка: Болтон Уондерерс 0:3 Эвертон Раунд 4: Кристал Пэлас 1:1 Эвертон Переигровка: Эвертон 4:0 Кристал Пэлас Полуфинал: Вест Бромвич Альбион 1:2 Эвертон |